# 汤河口遗址
汤河口遗址，位于中华人民共和国吉林省抚松县仙人桥镇汤河口村，为一个省级文物保护单位，类型为古遗址，公布时间为2007年5月31日。该文物保护单位由抚松县文管所管理。
汤河口遗址的历史年代为唐代。